# 张奠宙
张奠宙（1933年—2018年12月20日），浙江奉化人，中国数学史家、数学教育家。

## 生平
1956年，毕业于上海华东师范大学数学系，获得数学分析硕士学位。毕业后留校任教，1986年，升任教授。1995年-1998年，担任国际数学教育委员会的执行委员，是中国人第一次担任国际数学教育的领导职务。1999年，当选为国际欧亚科学院院士。张奠宙曾任教育部师范司高师教学改革指导委员会委员。
张奠宙最为人所知的是他在数学史和数学教育方面的工作，数学研究主要在泛函分析领域。

## 主要著作
数学史、传记：
- 《数学方法论稿》
- 《20世纪数学史话》（为这一方面的中文经典之作）
- 《清末考据学派与中国数学》
- 《理性文明的火车头》
- 《陈省身传》（合著）

数学教育：
- 《现代数学与中学数学》
- 《数学教育研究导引》
- 《数学教育学导论》（合著）
- 《中学代数研究》（合著）
- 《中学几何研究》（合著）
- 《数学教育概论》（合著）
- 《中国数学双基教学》
- 参与制订国家《高中数学课程国家标准》